# David Muñoz (motorcoureur)
David Muñoz Rodríguez (Brenes, 15 mei 2006) is een Spaans motorcoureur.

## Carrière
Muñoz nam in 2018 deel aan de European Talent Cup op een Honda, maar miste de eerste twee raceweekenden omdat hij nog niet de minimumleeftijd van twaalf jaar had bereikt. Al in zijn derde race op het Motorland Aragón behaalde hij zijn eerste zege in het kampioenschap. Dit bleek zijn enige podiumfinish te zijn en hij werd met 53 punten dertiende in de eindstand. In 2019 bleef hij actief in de klasse en stond hij op Autódromo do Estoril en het Circuit Ricardo Tormo Valencia op het podium. Wel moest hij vanwege blessures vier races missen. Met 55 punten verbeterde hij zichzelf naar de elfde plaats in het klassement.
In 2020 maakte Muñoz zijn debuut in zowel de FIM MotoGP Rookies Cup als de Spaanse Moto3 op een KTM. In de Rookies Cup behaalde hij vier podiumplaatsen, voordat hij in de laatste twee races op Valencia zegevierde. Met 150 punten werd hij achter de dominante Pedro Acosta tweede in het kampioenschap. In de Spaanse Moto3 had hij een lastiger seizoen, waarin een tiende plaats op het Circuito Permanente de Jerez zijn beste race-uitslag was. Met 16 punten werd hij twintigste in de eindstand.
In 2021 bleef Muñoz actief in zowel de Rookies Cup als de Spaanse Moto3. In de Rookies Cup won hij twee races op Jerez en het Circuit Mugello en stond hij daarnaast nog vijf keer op het podium. Met 211 punten werd hij wederom tweede in de eindstand, ditmaal achter David Alonso. In de Spaanse Moto3 won hij tweemaal op Aragón en Jerez en behaalde nog drie andere podiumplaatsen. Met 150 punten eindigde hij achter Daniel Holgado en Iván Ortolá derde in het klassement.
In 2022 debuteerde Muñoz in de Moto3-klasse van het wereldkampioenschap wegrace voor het team Boé Motorsports op een KTM. Hij moest de eerste zeven races missen omdat hij nog niet de minimumleeftijd van zestien jaar had bereikt en werd hierin door Gerard Riu vervangen. Al in zijn tweede Grand Prix in Catalonië stond hij voor het eerst op het podium. Ook in Oostenrijk behaalde hij een podiumfinish. Met 93 punten werd hij dertiende in de eindstand.
In 2023 bleef Muñoz actief in het WK Moto3 bij Boé. In de seizoensopener in Portugal stond hij op het podium, maar hij moest al snel drie races missen vanwege een breuk in zijn linkerhiel, die hij opliep bij een ongeluk in de kwalificatie van de Grand Prix van Spanje. Hij werd in de tussentijd vervangen door Vicente Pérez. In de tweede race na zijn terugkeer, de TT van Assen, startte hij voor het eerst vanaf pole position, en in Indonesië stond hij nogmaals op het podium. Met 113 punten verbeterde hij zichzelf naar de tiende plaats in het klassement.
In 2024 kende Muñoz zijn meest succesvolle Grand Prix-seizoen tot dan toe met podiumfinishes in Spanje, de TT van Assen, Oostenrijk en Indonesië. Met 172 punten werd hij vijfde in de eindstand.
In 2025 stapte Muñoz binnen het WK Moto3 over naar het team Liqui Moly Dynavolt Intact GP. Hij begon het seizoen met drie opeenvolgende uitvalbeurten, alhoewel hij in de Grand Prix van de Amerika's zijn tweede pole position behaalde. In Frankrijk stond hij op het podium, voordat hij in Aragón voor het eerst een Grand Prix wist te winnen.

## Statistieken

### Grand Prix

#### Per seizoen
| Seizoen | Klasse | Motor  | Team                          | Races | Winst | Podiums | Poles | SR | Ptn | Pos |
| ------- | ------ | ------ | ----------------------------- | ----- | ----- | ------- | ----- | -- | --- | --- |
| 2022    | Moto3  | KTM    | Boé Motorsports               | 13    | 0     | 2       | 0     | 1  | 93  | 13e |
| 2023    | Moto3  | KTM    | Boé Motorsports               | 17    | 0     | 2       | 1     | 0  | 113 | 10e |
| 2024    | Moto3  | KTM    | Boé Motorsports               | 20    | 0     | 4       | 0     | 0  | 172 | 5e  |
| 2025*   | Moto3  | KTM    | Liqui Moly Dynavolt Intact GP | 13    | 2     | 6       | 1     | 3  | 139 | 3e  |
| Totaal  | Totaal | Totaal | Totaal                        | 63    | 2     | 14      | 2     | 4  | 517 |     |

#### Per klasse
| Klasse | Seizoenen  | 1e GP       | 1e podium      | 1e winst    | Races | Winst | Podiums | Poles | SR | Ptn | Kampioen |
| ------ | ---------- | ----------- | -------------- | ----------- | ----- | ----- | ------- | ----- | -- | --- | -------- |
| Moto3  | 2022-heden | Italië 2022 | Catalonië 2022 | Aragón 2025 | 63    | 2     | 14      | 2     | 4  | 517 | 0        |
| Totaal | 2022-heden | 2022-heden  | 2022-heden     | 2022-heden  | 63    | 2     | 14      | 2     | 4  | 517 | 0        |

#### Races per jaar
(vetgedrukt betekent pole positie; cursief betekent snelste ronde)
| Jaar | Klasse | Motor | 1       | 2       | 3       | 4       | 5       | 6     | 7       | 8      | 9     | 10     | 11      | 12      | 13      | 14      | 15    | 16      | 17      | 18     | 19      | 20    | 21  | 22  | Pos | Ptn  |
| ---- | ------ | ----- | ------- | ------- | ------- | ------- | ------- | ----- | ------- | ------ | ----- | ------ | ------- | ------- | ------- | ------- | ----- | ------- | ------- | ------ | ------- | ----- | --- | --- | --- | ---- |
| 2022 | Moto3  | KTM   | QAT     | INA     | ARG     | AME     | POR     | SPA   | FRA     | ITA 11 | CAT 2 | DUI 9  | NED DNF | GBR DNF | OOS 3   | SMR 12  | ARA 7 | JPN 5   | THA 9   | AUS 11 | MAL DNF | VAL 7 |     |     | 13  | 93   |
| 2023 | Moto3  | KTM   | POR 2   | ARG 16  | AME DNF | SPA DNS | FRA     | ITA   | DUI 12  | NED 5  | GBR 5 | OOS 9  | CAT DNF | SMR 4   | IND 6   | JPN 6   | INA 3 | AUS DNF | THA DNF | MAL 17 | QAT 12  | VAL 9 |     |     | 10  | 113  |
| 2024 | Moto3  | KTM   | QAT 16  | POR 9   | AME 5   | SPA 2   | FRA DNF | CAT 5 | ITA 5   | NED 3  | DUI 8 | GBR 12 | OOS 2   | ARA 7   | SMR DNF | EMI DNF | INA 3 | JPN 8   | AUS 5   | THA 6  | MAL 17  | SOL 6 |     |     | 5   | 172  |
| 2025 | Moto3  | KTM   | THA DNF | ARG DNF | AME DNF | QAT 6   | SPA DNF | FRA 3 | GBR DNF | ARA 1  | ITA 5 | NED 2  | DUI 1   | TSJ 3   | OOS 3   | HON     | CAT   | SMR     | JPN     | INA    | AUS     | MAL   | POR | VAL | 3*  | 139* |

* Seizoen nog bezig.